# Dednja vas
Dednja vas je vas v Bizeljskem gričevju v Občini Brežice. Spada h Krajevni skupnosti Pišece. Razloženo naselje v osrčju Bizeljskega leži v dolini potoka Gabernica in na slemenih nad njo, predvsem na vzhodni strani. Na desnem bregu leži vinorodno Čerenje. Na zahodu seže vas do ceste, ki pelje v Pavlovo vas. Nad cesto je delno gozdnati Trebež z nekaj hišami. V južnem delu je samostojen grič s pripadajočim zaselkom Veseli Vrh, okoli katerega so vinogradi. Severovzhodno od tod je vlažna podolgovata dolina Vošni dol s travniki in njivami ter izvirom Grabo, ki v sušnih mesecih presahne. Vzhodno od Vošnega dola se dviga zaselek Orehovec. Glavni kmetijski panogi sta vinogradništvo in sadjarstvo. Ob Gabernici je bilo nekdaj precej mlinov, ki so danes opuščeni. Na najvišji toči naselja, na razglednem kopastem griču (274 m) v severnem delu vasi stoji gotska cerkev sv. Križa.
Iz Dednje vasi je bil Peter Zupan (16. stoletje), eden izmed stotnikov (»poglavarjev«) v puntarski vojski Ilije Gregorića.

## Prebivalstvo
Število prebivalcev po letih:
| Leto        | 1869 | 1880 | 1890 | 1900 | 1910 | 1931 | 1948 | 1953 | 1961 | 1971 | 1981 | 1991 | 2002 |
| ----------- | ---- | ---- | ---- | ---- | ---- | ---- | ---- | ---- | ---- | ---- | ---- | ---- | ---- |
| Prebivalcev | 254  | 250  | 274  | 271  | 280  | 254  | 302  | 289  | 255  | 239  | 206  | 178  | 174  |

Etnična sestava 1991:
- Slovenci: 176 (98,9 %)
- Neznano: 2 (1,1 %)